# 登艾龙曲
登艾龙曲，是中国长江流域的一条河流，汇入通天河右岸，属于长江源水系。河长103千米，流域面积2272平方千米，年均流量6立方米每秒。自然落差866米。水能理论蕴藏量2万千瓦。